# Jorim
Jorim es un término genérico de la cocina coreana alusivo a los platos hechos de verdura, carne, marisco o tofu cocidos a fuego lento mucho tiempo en una salsa variada. Jorim es el sustantivo de jorida (hangul 조리다), que significa ‘cocer a fuego lento en una sopa o salsa espesa’. La palabra no apareció en recetarios hasta el siglo XVII debido a que los términos culinarios no se había especializado aun en Corea. Siui jeonseo es el primer documento que mencionó el término en una receta para el jangjorim (hangul 장조림).
La salsa empleada en el jorim es principalmente el ganjang (salsa de soja), si bien para pescados de carne roja como la caballa, la palometa o la paparda puede añadirse gochujang o pimiento chile molido al ganjang.

## Variedades
- Jangjorim (장조림), hecho principalmente de ternera o huevo.
- Godeungeo jorim (고등어조림), hecho de caballa, rábano y especias.
- Yeongeun jorim (연근조림), hecho con raíz de loto.
- Dubu jorim (두부조림), hecho de tofu.
- Ggatnip jorim (깻님조림), hecho con hojas de perilla.